# Ecpyrrhorrhoe angustivalvaris
Ecpyrrhorrhoe angustivalvaris is een vlinder uit de familie grasmotten (Crambidae). De wetenschappelijke naam van de soort is voor het eerst geldig gepubliceerd in 2013 door Qi-ang Gao, Dan-Dan Zhang & Shu-xia Wang.

## Type
- holotype: "male. 6.VI.2007. leg. Du, Xi-Cui. genitalia slide GQ no. 11081"
- instituut: ICCLS, Nankai University, Tianjin, China
- typelocatie: "China, Guizhou Province, Dahe Dam, 28°33'N, 108°29'E, 430 m"